# Yang Ying
Yang Ying (chiń. 杨影; ur. 13 lipca 1977 w Xuzhou) – chińska tenisistka stołowa, medalistka olimpijska, multimedalistka mistrzostw świata. 
W 2000 roku wystąpiła na igrzyskach olimpijskich w Sydney. Wzięła udział w jednej konkurencji – zdobyła srebrny medal olimpijski w grze podwójnej (wspólnie z Sun Jin).
W latach 1997–2001 zdobyła siedem medali mistrzostw świata (cztery złote, dwa srebrne i jeden brązowy), w 1998 roku złoty medal igrzysk azjatyckich w grze drużynowej, a w 2000 roku trzy medale mistrzostw Azji (dwa złote i jeden brązowy). 